# Callichirus
Callichirus is een geslacht van tienpotigen (Decapoda). De wetenschappelijke naam werd voor het eerst geldig gepubliceerd in 1866 door William Stimpson, met Callianassa major Say, 1818 als de typesoort.

## Verspreiding en leefgebied
Dit geslacht komt voor aan de zuidoostelijke kusten van de Verenigde Staten.

## Taxonomie
Callichirus is in de loop der tijden beschouwd als een subgenus van Callianassa, of als een apart geslacht, of als een synoniem van Callianassa. Raymond B. Manning en Darryl L. Felder gaven in 1986 een nieuwe definitie van het geslacht, met kenmerken die het onderscheiden van de andere geslachten uit de familie Callianassidae.

## Soorten[3]
- Callichirus adamas (Kensley, 1974)
- Callichirus balssi (Monod, 1933)
- Callichirus foresti (Le Loeuff & Intes, 1974)
- Callichirus garthi (Retamal, 1975)
- Callichirus gilchristi (Barnard, 1947)
- Callichirus guineensis (de Man, 1928)
- Callichirus islagrande (Schmitt, 1935)
- Callichirus kraussi (Stebbing, 1900)
- Callichirus major (Say, 1818)
- Callichirus masoomi (Tirmizi, 1970)
- Callichirus santarosaensis Sakai & Türkay, 2012
- Callichirus seilacheri (Bott, 1955)
- Callichirus tenuimanus de Saint Laurent & Le Loeuff, 1979